# Bedfield
Bedfield är en by och en civil parish i Mid Suffolk i Suffolk i England. Orten har 298 invånare (2001). Den har en kyrka från medeltiden som 1870 fick en omfattande restaurering.